# هزاران زن مثل من
هزاران زن مثل من فیلمی به کارگردانی رضا کریمی و نویسندگی آزیتا موگویی، رضا کریمی ساختهٔ سال ۱۳۷۹ است.

## خلاصه داستان
شهرزاد که وکیل دعاوی است، با همسر خود دچار مشکل می‌شود..

## بازیگران
| بازیگر            | نقش         |
| ----------------- | ----------- |
| نیکی کریمی        | شهرزاد      |
| فریبرز عرب نیا    | حسام        |
| فرامرز صدیقی      | کیانی       |
| یاسمین ملک نصر    | شهره        |
| نیکو خردمند       | مادر شهرزاد |
| محمود استادمحمد   | احمد        |
| صالح میرزاآقایی   | سینا        |
| شراره دولت‌آبادی   | ناهید       |
| پویا اسلامی هرندی | نیما        |